# 山方宿站
山方宿站（日语：／ Yamagatajuku eki */?）是位於茨城縣常陸大宮市山方904號，東日本旅客鐵道（JR東日本）的水郡線車站。
此站位於常陸大宮市北部位置，為前·山方町的中心車站。

## 歷史
- 1922年（大正11年）12月10日：鐵道省（國有鐵道）開設此站。
- 1970年（昭和45年）10月1日：結束貨物起卸業務。
- 1983年（昭和58年）6月1日：水郡線CTC化。此站成為無人車站。站內繼續設有列車交會設施。車站大樓內設有委托地方公共團體發售車票（簡易委託）。
- 1987年（昭和62年）4月1日：伴隨國鐵分割民營化，車站由東日本旅客鐵道（JR東日本）營運[1]。
- 1993年（平成5年）8月20日：新車站大樓落成啟用（但是，竣工儀式在10月舉行）[2]。
- 2019年（令和元年）
  - 10月13日：受到颱風海貝思（颱風19號）吹襲日本的影響，袋田至常陸大子之間的第六久慈川橋受到嚴重損毀，包含此站在內全線不通通行[3]。
  - 10月16日：常陸大宮至常陸大子之間開設臨時巴士[4]。
  - 11月1日：常陸大宮至西金之間重開[5][6]。

## 車站構造
此站是地面車站，設有2面2線的相對式月台。兩月台之間設有跨線橋連接。此站設有停泊維護路軌車輛專用側線。
此站是由常陸大子站管理的簡易委託車站。車站大樓在1993年建成，為一座木造建築物。大樓內設有圖書館和社區設施。大樓總樓面212平方米，當中車站部分佔27平方米。車站大樓外觀是仿照當地特產香魚的鱗を設計。

### 月台
| 月台         | 路線    | 上下行 | 方向               |
| ------------ | ------- | ------ | ------------------ |
| 車站大樓一方 | ■水郡線 | 下行   | 水戶方向           |
| 車站大樓對面 | ■水郡線 | 上行   | 常陸大子、郡山方向 |

參考
在旅客資訊上沒有編排月台編號。

## 在此站的運行形態
- 上行（常陸大宮、瓜連、上菅谷、水戶方向）
  - 日間設有大約每1至2小時1班普通列車（前往水戶）停靠[8]。
- 下行（上小川[注釋 1]・常陸大子、磐城棚倉、郡山方向）
  - 整日設有大約每小時1-2班普通列車（前往上小川轉乘巴士前往常陸大子的班次設有12班）停靠[8]。

## 使用狀況
根據「JR東日本」，2019年度（令和元年度）1日平均乘車人次為97人。
| 乘車人次變化       | 乘車人次變化     | 乘車人次變化    |
| 年度               | 1日平均 乘車人次 | 參考資料        |
| ------------------ | ---------------- | --------------- |
| 2001年（平成13年） | 218              | [ 利用客数 2 ]  |
| 2002年（平成14年） | 211              | [ 利用客数 3 ]  |
| 2003年（平成15年） | 204              | [ 利用客数 4 ]  |
| 2004年（平成16年） | 183              | [ 利用客数 5 ]  |
| 2005年（平成17年） | 178              | [ 利用客数 6 ]  |
| 2006年（平成18年） | 174              | [ 利用客数 7 ]  |
| 2007年（平成19年） | 165              | [ 利用客数 8 ]  |
| 2008年（平成20年） | 157              | [ 利用客数 9 ]  |
| 2009年（平成21年） | 156              | [ 利用客数 10 ] |
| 2010年（平成22年） | 153              | [ 利用客数 11 ] |
| 2011年（平成23年） | 149              | [ 利用客数 12 ] |
| 2012年（平成24年） | 140              | [ 利用客数 13 ] |
| 2013年（平成25年） | 139              | [ 利用客数 14 ] |
| 2014年（平成26年） | 114              | [ 利用客数 15 ] |
| 2015年（平成27年） | 113              | [ 利用客数 16 ] |
| 2016年（平成28年） | 98               | [ 利用客数 17 ] |
| 2017年（平成29年） | 107              | [ 利用客数 18 ] |
| 2018年（平成30年） | 103              | [ 利用客数 19 ] |
| 2019年（令和元年） | 97               | [ 利用客数 1 ]  |

## 車站周邊
在常陸大宮市成立以前，此站位於舊·山方町中心。該處曾經為南鄉街道的宿場町——山方宿地區。
- 國道118號（日语：国道118号）
- 久慈川
- 常陸大宮市立淡水魚館
- 常陸大宮市政廳山方綜合分所（舊·山方町公所）
- 山方郵局

## 相鄰車站
東日本旅客鐵道（JR東日本）
■水郡線
野上原－山方宿－中舟生

## 注腳

### 使用狀況
1. 1 2  . 東日本旅客鐵道.   [2020-07-16]. （原始内容存档于2020-07-10） （日语）.
2. ↑  . 東日本旅客鐵道.   [2019-03-01]. （原始内容存档于2019-04-02） （日语）.
3. ↑  . 東日本旅客鐵道.   [2019-03-01]. （原始内容存档于2019-04-02） （日语）.
4. ↑  . 東日本旅客鐵道.   [2019-03-01]. （原始内容存档于2019-04-02） （日语）.
5. ↑  . 東日本旅客鐵道.   [2019-03-01]. （原始内容存档于2019-04-02） （日语）.
6. ↑  . 東日本旅客鐵道.   [2019-03-01]. （原始内容存档于2017-08-08） （日语）.
7. ↑  . 東日本旅客鐵道.   [2019-03-01]. （原始内容存档于2019-03-27） （日语）.
8. ↑  . 東日本旅客鐵道.   [2019-03-01]. （原始内容存档于2017-08-08） （日语）.
9. ↑  . 東日本旅客鐵道.   [2019-03-01]. （原始内容存档于2019-04-02） （日语）.
10. ↑  . 東日本旅客鐵道.   [2019-03-01]. （原始内容存档于2019-04-02） （日语）.
11. ↑  . 東日本旅客鐵道.   [2019-03-01]. （原始内容存档于2016-03-27） （日语）.
12. ↑  . 東日本旅客鐵道.   [2019-03-01]. （原始内容存档于2019-04-02） （日语）.
13. ↑  . 東日本旅客鐵道.   [2019-03-01]. （原始内容存档于2019-04-02） （日语）.
14. ↑  . 東日本旅客鐵道.   [2019-03-01]. （原始内容存档于2016-03-04） （日语）.
15. ↑  . 東日本旅客鐵道.   [2019-03-01]. （原始内容存档于2019-03-26） （日语）.
16. ↑  . 東日本旅客鐵道.   [2019-03-01]. （原始内容存档于2019-03-23） （日语）.
17. ↑  . 東日本旅客鐵道.   [2019-03-01]. （原始内容存档于2019-02-14） （日语）.
18. ↑  . 東日本旅客鐵道.   [2019-03-01]. （原始内容存档于2019-03-25） （日语）.
19. ↑  . 東日本旅客鐵道.   [2019-07-21]. （原始内容存档于2019-07-05） （日语）.

## 外部連結
- 車站資訊（山方宿）：東日本旅客鐵道（日語）